# Wie kan mij vertellen
Wie kan mij vertellen (soms gestileerd als Wie kan mij vertellen...) is een lied van de Nederlandse zanger André Hazes jr.. Het werd in 2017 als single uitgebracht en stond in hetzelfde jaar als vierde track op het album Wijzer.

## Achtergrond
Wie kan mij vertellen is geschreven door Edwin van Hoevelaak, Marcel Fisser, Bram Koning en André Hazes jr. en geproduceerd door Van Hoevelaak. Het is een lied uit de genres levenspop, nederpop en feestmuziek. In het lied zingt de artiest over hoe tijdens een avond in de kroeg zoveel heeft gedronken dat hij een black-out heeft. De volgende dag weet hij niet meer hoe hij zich de dag ervoor heeft gedragen en hij vraagt aan zijn omgeven wat hij de dag ervoor heeft gedaan. In de bijbehorende videoclip is te zien hoe Hazes samen met Johnny de Mol een café op stelten zet. De single heeft in Nederland de gouden status.

## Hitnoteringen
De zanger had weinig succes met het lied in de Nederlandse hitlijsten. Er was geen notering in de Single Top 100 en ook de Top 40 werd niet bereikt. Bij laatstgenoemde was er wel de twaalfde positie in de Tipparade.